# Voivodeni, Mureș
Voivodeni (mai demult Sânioana, în maghiară Vajdaszentivány, în germană Johannisdorf) este satul de reședință al comunei cu același nume din județul Mureș, Transilvania, România.

## Istoric
Conform Repertoriului Arheologic Național al Ministerului Culturii, în punctul Bunghart pe un platou situat la 2 km NE de localitate se află o fortificație din epoca La Tène de cultură încă neprecizată.
Satul Voivodeni este atestat documentar în anul 1332 cu numele de Sancto Johanne.

## Localizare
Localitatea este situată pe râul Luț, aproape de vărsarea acestuia în râul Mureș.

## Obiective turistice
- Biserica reformată-calvină, construită între secolele XV-XVIII.
- Conacul Zichy, din secolul al XVIII-lea.

## Galerie de imagini

Voivodeni (cetatea halstattiană)
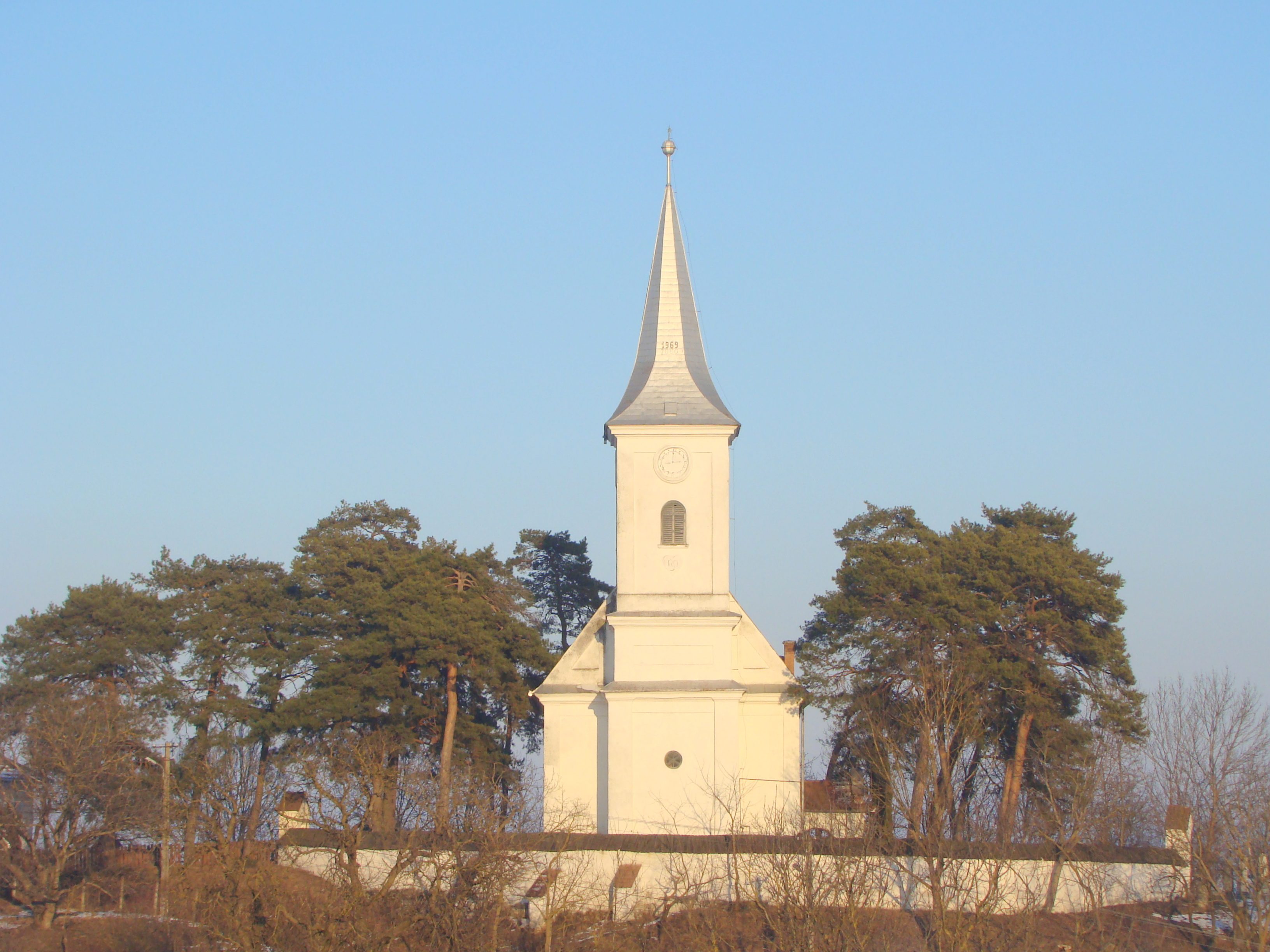
Biserica reformată (monument istoric)
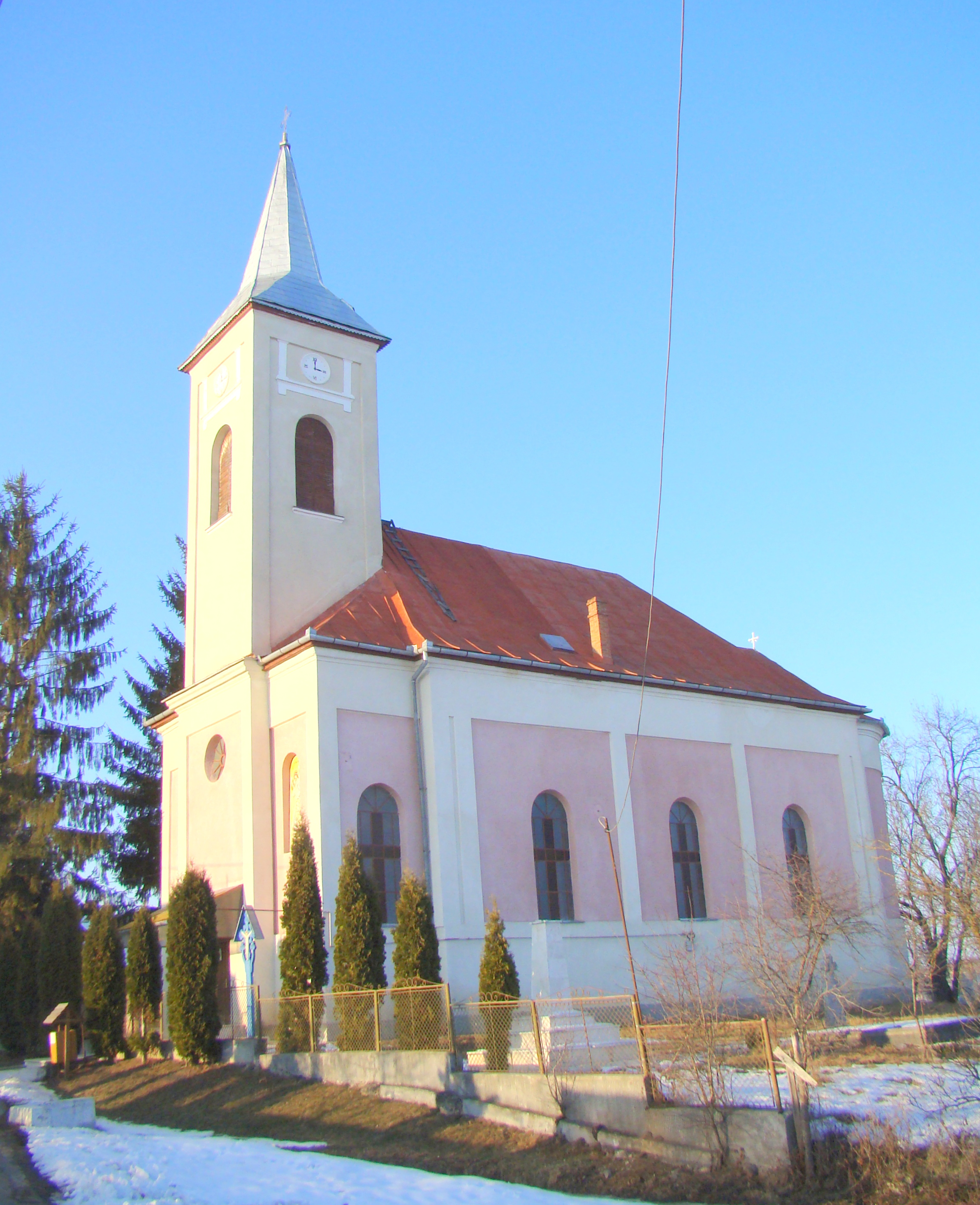
Biserica ortodoxă